# Măt trói đen
Măt trói đen (deutsch Schwarze Sonne)  ist ein französisch-vietnamesischer Kurzfilm von Truong Quê Chi aus dem Jahr 2013. In Deutschland feierte der Film am 6. Mai 2014 bei den Internationalen Kurzfilmtagen in Oberhausen internationale Premiere.

## Handlung
Der Film behandelt ein junges Paar, das durch Ho-Chi-Minh-Stadt spaziert.

## Kritiken
„Eine minimalistische Auseinandersetzung mit urbaner Angst, ist dieser sorgfältig gedrehte Film eine vollendete Erkundung narrativer Strategien im Film.“

## Auszeichnungen
Internationale Kurzfilmtage Oberhausen 2014
- Lobende Erwähnung der Internationalen Jury